# Rică Venturiano
Rică Venturiano este un personaj din piesa O noapte furtunoasă a dramaturgului român Ion Luca Caragiale. Venturiano, al cărui nume a fost sugestiv ales, precum numele tuturor personajelor marelui maestru al râsu-plânsului, Ion Luca Caragiale, este un „student gazetar”, care folosește un limbaj tipic bombastic, de sferto-doct, în care abundă diferite citate hilar combinate și răstălmăcite, precum și fraze sforăitoare. Printre exemplele tipice ale vorbirii personajului se pot enumăra, „Nimeni nu trebuie a mânca de la datoriile ce ne impun sfânta Constituțiune ... mai ales cei din masa poporului”, citatul latinesc vox populi, vox dei în varianta Venturiano, „box populis, box dei”, dar și deviza sa „Ori toți să muriți, ori toți să scăpăm!”.